# Салваторе Джулиано (филм)
„Салваторе Джулиано“ (на италиански: Salvatore Giuliano) е италиански криминален филм от 1962 година на режисьора Франческо Рози по негов сценарий в съавторство със Сузо Чеки д'Амико, Енцо Провенцале и Франко Солинас. Главните роли се изпълняват от Салво Рандоне и Франк Улф.

## Сюжет
В центъра на сюжета е животът на известния сицилиански бандит от 40-те години Салваторе Джулиано и отношенията му с различни политически групи и мафията. Филмът използва специфична стилистика, като главният герой почти не е в кадър.

## В ролите
| Изпълнител      | Роля               |
| --------------- | ------------------ |
| Салво Рандоне   | Съдия              |
| Франк Волф      | Гаспаре Пишота     |
| Пиетро Камарата | Салваторе Джулиано |
| Сенучо Бенели   | Репортер           |
| Федерико Дзарди | Адвокат на Пишота  |
| Нандо Чичеро    | бандит             |
| Сенучо Бенели   | журналист          |

## Награди и Номинации
„Салваторе Джулиано“ получава наградата за режисура на Берлинския международен филмов фестивал, където е номиниран и за „Златна мечка“.